# Acalypha villosa
Acalypha villosa é uma espécie de flor do gênero Acalypha, pertencente à família Euphorbiaceae.